# Универбация
Универбация (от лат. unum verbum, дословно — «одно слово») — способ образования слова на основе словосочетания, при котором в производное слово входит основа лишь одного из членов словосочетания, то есть по форме производное соотносительно с одним словом, а по смыслу — с целым словосочетанием. В лингвистической литературе этот способ образования новых слов именуется по-разному: включение, стяжение, семантическая конденсация, эллипсис, свертывание наименований и, чаще всего, универбация.
Слова-универбаты — единицы языка, употребляемые, в основном, в разговорной и разговорно-профессиональной речи, возникшие в результате компрессивного словообразования. К примеру, существительные типа «кредитка», «маршрутка», «читалка» формально мотивируются именами прилагательными, а семантически — словосочетаниями: «кредитная карточка», «маршрутное такси», «читальный зал».

## История
Универбация — способ словообразования, не новый для русского языка, но активизировавшийся в 60-90-е годы XX века. Это явление распространено и в других славянских языках, что подтверждается наблюдениями польских, чешских, словацких, болгарских лингвистов (А. В. Исаченко, М. Докулила, А. Едлички, Д. Буттлер, А. Борташевича, М. Виденова и др.).
С 60-х годов XIX века в русском литературном языке укрепляется тенденция синонимического замещения словосочетаний разговорными новообразованиями на -К(а) (типа столовка, казёнка). В конце XIX века универбаты составили обширную группу слов, относящихся к разным тематическим группам. Например: ночлежка — ночлежный дом; централка — центральная тюрьма; предварилка — камера предварительного заключения; дисциплинарка — дисциплинарное взыскание. Поначалу слова-универбаты имели резкую экспрессивную окраску для того, чтобы заклеймить те или иные отрицательные явления, например: учредилка (ср. курилка, предварилка и др.), уравниловка, обезличка, рвач и др.
Особую продуктивность образование универбатов приобрело в послеоктябрьский период. XX век для России был богат революционными потрясениями, отразившимися и на языке. Появляются слова типа партийка — партийный билет, учредилка — Учредительное собрание, отражающие преобразования в политической жизни страны.
Широкое распространение универбации обусловлено, с одной стороны, законом «экономии усилий», так называемым «законом языковой лени», а с другой стороны — резким убыстрением темпа жизни. Некоторые универбаты отражают социально-культурный компонент советской эпохи конца XX века: комиссионка — комиссионный магазин; коммуналка — коммунальная квартира; альтернативка — альтернативная гражданская служба; безлимитка — безлимитная подписка; валютка — валютный магазин; социалка — социальное пособие.
Многие из подобных образований перестали употребляться с исчезновением соответствующих явлений. Например: охранка — охранное отделение; конка — конная железная дорога; низовка — низовая работа; чугунка — чугунная железная дорога; реалка — реальное училище. Другие, напротив, стали единственными обозначениями соответствующих реалий, утратив «разговорность» и вытеснив мотивирующие неоднословные наименования из широкого употребления. Например: антоновка — антоновские яблоки; винтовка — винтовое ружье; открытка — открытое письмо; финка — финский нож; поганка — поганый гриб; косоворотка — косоворотая рубаха.
В современном русском языке слова-универбаты нашли отражение в толковых словарях и широко используются в разговорной речи. К ним относятся слова, входящие в разные тематические группы. Например: кожанка — кожаная куртка; дублёнка — дублёная шуба; анонимка — анонимное письмо; дежурка — дежурная часть; кругосветка — кругосветное путешествие; методичка — методическое пособие; подсобка — подсобное помещение; безналичка — безналичный расчет.
О высокой продуктивности данной модели словообразования свидетельствует и частое использование универбатов в языке прессы. Примерами могут служить слова атипичка в значении «атипичная пневмония» и гуманитарка в значении «гуманитарная помощь»:
«В предпринятом лидерами плане действий в области здравоохранения „атипичке“ посвящён целый раздел — о том, что бороться с напастью надо „всем миром“» (КП); «Та же „атипичка“ начинается как банальная простуда, которую человек попросту игнорирует» (Русский курьер); «Немцы везут „гуманитарку“» (КП); «руководитель Департамента, отвечавший за гуманитарку» (МК).
В наши дни универбаты проникают во все сферы жизни общества. Машины называют по месту производства японками (японский автомобиль), по модели — шестёрками, девятками (шестая модель Жигулей, девятая модель). Разновидности магазинов: валютка (валютный магазин), комиссионка (комиссионный магазин). Универбация затрагивает все явления, актуальные в обществе: рукопашка (рукопашная борьба), неучтёнка (неучтённые деньги), наружка (наружная охрана).

## Структурные особенности и способы образования
При образовании слов из словосочетаний обычно происходит своеобразная словообразующая компрессия, поэтому универбация относится к компрессивному словообразованию. Слова-универбаты выступают как вторичные наименования, так как в качестве номинации используется меньший по форме сегмент, чем эквивалентное ему базовое сочетание (например: минералка — минеральная вода; струйник — струйный принтер; дутик — дутая куртка; мобильник — мобильный телефон).
Особенности образования слов-универбатов:
1. Универбаты образуются на основе словосочетаний «прилагательное + существительное» (анонимка — анонимное письмо), «существительное + существительное» (обменник — пункт обмена валюты).
2. В качестве базовой основы могут выступать несвободные и фразеологически связанные словосочетания (анютки — анютины глазки, федералка — Федеральная Республика Германии).
3. Производящей для универбатов может являться основа имени собственного (Ленинка — библиотека имени Ленина).
4. При образовании универбата суффикс производящей базы может как сохраняться, так и утрачиваться (копирка — копировальная бумага).
5. При универбации могут наблюдаться чередование морфем и усечение мотивирующей основы (Техноложка — Технологический институт, академка — академический отпуск).
6. Большинство слов-универбатов образованы при помощи суффиксов -К(а) (дипломка — дипломная работа), -ИК/ -НИК (цифровик — цифровой фотоаппарат), -АК/ -ЯК (холостяк — холостой пробег), -УШК(а) (психушка — психиатрическая больница), — УХ(а) (косуха — косая куртка) и др.

Встречаются также универбаты-усечения (декрет — декретный отпуск).

## Лексико-тематические группы и эмоционально-экспрессивные свойства
• Пищевые продукты (сгущёнка, гречка, газировка)
• Виды одежды (олимпийка, спортивка, афганка)
• Транспортные средства (внедорожник, попутка, моторка)
• Помещения (актушник, бытовка, гримёрка)
• Газеты и журналы (Иностранка, Вечерка, Комсомолка)
• Учреждения (музыкалка, Суворовка, мореходка)
• Химические вещества, лекарства (нашатырка, аскорбинка, оксолинка)
• Библиотеки и музеи (Третьяковка, Ушинка (библиотека), Историчка)
• Топонимы (Каранайка, Курчатка) и другие.
Что касается эмоционально-экспрессивных свойств, то следует отметить, что наибольшее число универбатов возникает в разговорной и разговорно-профессиональной речи, в речи различных социальных групп, объединяемых общими интересами.
Внутри разговорной лексики можно выделить следующие пласты:
1. разговорно-литературная лексика — слова, характерные для полуофициального общения (треуголка — треугольная шляпа, бетонка)
2. разговорно-бытовая лексика (стиралка — стиральная машина, духовка — духовой шкаф)
3. разговорно-терминологическая лексика или разговорно-профессиональная (эпоксидка — эпоксидная смола, подсобка — подсобное помещение).

Слова-универбаты являются не только средством компрессии речи, но и средством экспрессии, то есть вносят дополнительную экспрессивно-эмоциональную оценку, иногда — с резко негативным оттенком (учредиловка — учредительное собрание, ср.: забегаловка, тошниловка, разведёнка, недоука).
Иногда в разговорной речи универбация служит средством некой языковой игры, создавая индивидуальные слова, разного рода каламбурные смешения (хрущоба = хрущёвка + трущоба, бывшевик = бывший + большевик, грипповуха = грипп + групповуха, мусорка = мусорская машина).